# Roger Jauny
Roger Jauny, né le 15 mars 1921 à Poitiers et mort le 2 avril 2007 à Carquefou, est un architecte français. Il est l’auteur des plans de plusieurs villas balnéaires de La Baule.

## Biographie
Né en 1921, Roger Jauny étudie l’architecture dans la classe d’Auguste Perret à l’École nationale supérieure des beaux-arts. Tout comme Joseph Aurieux, autre architecte de la Côte d’Amour, il obtient l’agrément des architectes de la Reconstruction, sous le numéro 8334.
Il redessine en 1950 les plans de la villa balnéaire La Houle, construite à La Baule au début du XXe siècle — villa pensée de manière traditionnelle à l’origine mais modernisée dans le style international — et des halles du Pouliguen dans les années 1970. Il est également l’auteur, en 1962, de la villa Ker Bao à La Baule.